# Stemonyphantes serratus
Stemonyphantes serratus es una especie de araña araneomorfa del género Stemonyphantes, familia Linyphiidae. Fue descrita científicamente por Tanasevitch en 2011.
Se distribuye por Turquía. El cuerpo del macho mide aproximadamente 4,35 milímetros de longitud. El prosoma es de color marrón rojizo y mide 2 milímetros.